# 1379 Lomonosowa
1379 Lomonosowa è un asteroide della fascia principale. Scoperto nel 1936, presenta un'orbita caratterizzata da un semiasse maggiore pari a 2,5254042 UA e da un'eccentricità di 0,0893448, inclinata di 15,59295° rispetto all'eclittica.
L'asteroide è stato dedicato al fisico e astronomo russo Michail Vasil'evič Lomonosov.